# Марлинови
Марлиновите (Istiophoridae) са семейство големи хищни соленоводни риби. Имат удължено тяло, което при по-големите видове може да надхвърли 4 m на дължина, заострена като копие муцуна и твърда дълга гръбна перка, която се увеличава в предната част, образувайки гребен. Марлините са бързи плувци, срещат се във всички морета (с изключение на Мъртво море) и ловуват малки и големи риби.
Марлините са много бързи и могат да преплуват 100 m за 4 секунди. Те са популярни риби за спортен риболов в определени тропични области и са също ценени като храна.
Повечето спортни рибари освобождават марлините, след като ги откачат от въдицата. Някои марлини, които имат рекордни размери за областта си, са взимани и измервани на брега. Тези рекорди са най-често записвани в книгите за световни рекорди на спортния риболов.

## Класификация
Семейство Марлинови
- Род Istiompax
- Род Istiophorus
- Род Kajikia
- Род Марлини (Makaira)
- Род Tetrapturus

По-големите видове включват:
- Атлантически син марлин (Makaira nigricans), който е бил официално регистриран да надхвърля 5 метра на дължина и 820 килограма на тегло;
- Черен марлин (Makaira indica), който официално е регистриран да надхвърля 5 метра на дължина и 670 килограма на тегло, братовчед на рибата меч.